# Francisco Veguillas
Francisco Veguillas Elices (Alcalá de Henares, septiembre de 1925-Madrid, 29 de julio de 1994) fue un militar español, que alcanzó el grado de teniente general. Ocupó el mando de la VII Región Militar y fue director general de Política de Defensa desde el segundo gobierno de Felipe González hasta que fue asesinado por la organización terrorista Euskadi Ta Askatasuna (ETA) en 1994.

## Biografía
Militar del cuerpo de Ingenieros, ingresó en el ejército en 1942. Era especialista en geodesia, guerra química y defensa antinuclear, así como diplomado de Estado Mayor. Permaneció como oficial en los años 1950 en otros países occidentales y fue agregado en la embajada de España en Estados Unidos. Estuvo en servicio, entre otros destinos, en el Servicio Geográfico del Ejército, la Escuela de Estado Mayor o el Estado Mayor de la I Región Militar. Sus primeros destinos en el cuartel general de la Junta de Jefes de Estado Mayor coincidieron con los que serían destacados militares en la Transición democrática como los tenientes generales Manuel Gutiérrez Mellado y Manuel Díez Alegría. Ascendió a general en 1982.
Desde 1983 fue jefe del gabinete técnico del entonces ministro de Defensa, Narcís Serra.  En 1986 el Gobierno lo ascendió a teniente general, en lugar de al general Fernando Yrayzoz Castejón, que era el propuesto por el Consejo Superior del Ejército, que lo consideraba el más preparado y el cual pediría voluntariamente el pase a la reserva por este polémico hecho. Veguillas fue puesto al mando de la VII Región Militar con sede en Valladolid. En enero de 1987 pasó al mando de la dirección general de Política de la Defensa en sustitución de la vacante dejada por el almirante Fernando Nárdiz. El nombramiento iba unido a un cambio sustancial en cuanto a la organización jerárquica de la dirección general, que pasaba a depender directamente del ministro de Defensa en vez del jefe de Estado Mayor. Se ocupó así de las responsabilidades directas, junto con Serra, en la política de defensa nacional. Siguió en el mismo puesto con el cambio de ministerio en 1991, que puso al frente a Julián García Vargas. Entre su trabajo destacó su papel en el proceso de democratización y apertura de los ejércitos españoles, la nueva política de alianzas con los socios internacionales, las negociaciones con Estados Unidos sobre la presencia y papel de las bases norteamericanas en España, las negociaciones ante la OTAN y también con los socios europeos tras el ingreso de España en 1986 en la Comunidad Europea, la seguridad en el área mediterránea, los primeros contactos con los países que formaban el Pacto de Varsovia y las primeras misiones de paz españolas en el exterior bajo el mandato de Naciones Unidas.
El 29 de julio de 1994, fue asesinado por miembros del Comando Madrid de la organización terrorista ETA al hacer estallar un coche-bomba con más de 50 kilos de explosivos al paso del coche oficial en la madrileña plaza de Ramales, muy cerca del domicilio del militar. También murieron en el acto el conductor del vehículo y un joven de 24 años, tramoyista de la compañía del Ballet Clásico de Madrid, que se encontraba descargando en la zona. Hubo una veintena de heridos y más de cuarenta edificios quedaron dañados. Fue el segundo director general de Política de la Defensa asesinado por ETA: el mismo día y mes, pero en 1985, el almirante Fausto Escrigas Estrada murió ametrallado en la calle Dulcinea, también de Madrid.
El general Veguillas estaba en posesión de varias condecoraciones militares, como la Gran Cruz de la Real y Militar Orden de San Hermenegildo o la Encomienda de la Orden de Isabel la Católica y, tras su muerte, se le concedió la Gran Cruz de la Orden del Mérito Militar.